# Омброне (департамент)
Омброне (фр. Ombrone) — административная единица Первой французской империи, располагавшаяся на части земель современных итальянских провинций Сиена, Гроссето, Ареццо. Департамент назван в честь реки Омброне. Он был образован в 1808 году, когда Королевство Этрурия (прежнее Великое герцогство Тосканское) было аннексировано Францией. Его столицей являлась Сиена. Департамент был расформирован после поражения Наполеона в 1814 году. На Венском конгрессе Великое герцогство Тосканское было восстановлено и возвращено своему прежнему правителю Фердинанду III.
Департамент был разделен на следующие округа и кантоны (по состоянию на 1812 год):
- округ Сиена, кантоны: Бучине, Колле, Кьюздино, Поджибонси, Радда, Радикондоли, Раполано, Сиена (2 кантона) и Совичилле.
- округ Гроссето, кантоны: Арчидоссо, Кампаньятико, Санта-Фьора, Джильо, Гроссето, Масса, Манчано, Орбетелло, Питильяно, Роккастрада и Скансано.
- округ Монтепульчано, кантоны: Аббадия-Сан-Сальваторе, Синалунга, Кьюзи, Монтальчино, Монтепульчано, Пьенца и Сартеано.

Население департамента в 1812 году было составляло 189 307 человек, а его площадь насчитывала 774 897 га. 